# Museo Municipal de Saint-Germain-en-Laye
El Museo Municipal de Saint-Germain-en-Laye (en francés, Musée municipal de Saint-Germain-en-Laye) es un museo municipal que se encuentra en la comuna francesa de Saint-Germain-en-Laye, departamento de Yvelines, región de Île-de-France.
El mismo cerró en 1979, y aún sigue esperando, décadas después, un lugar donde ubicarse. Conserva un cuadro célebre, El Prestidigitador con el título de L'Escamoteur que generalmente está atribuido a El Bosco o su taller, apuntándose recientemente con cierta prudencia, a Gielis Panhedel. El robo de esta obra fue la causa del cierre provisional del museo. 

## Obras
- Conserva una de las Esfinges gemelas de El Salobral.
- Sébastien Bourdon, Abraham y los ángeles, óleo sobre tabla, 0,785 x 0,760 m.
- David Teniers II (llamado el joven), Café Archivado el 30 de septiembre de 2007 en Wayback Machine.
- Lancelot Théodore Turpin de Crissé, Vista del castillo del Œuf en Nápoles, óleo sobre tela, 0,24 par 0,32, fechado 1838, legado Louis-Alexandre Ducastel en 1872.
- Máscara mortuoria Archivado el 30 de septiembre de 2007 en Wayback Machine. de Louis Dominique Cartouche.